# 克蘭布里斯泰申
克蘭伯里斯泰申（英語：Cranbury Station）是位於美國新澤西州米德爾塞克斯縣的非建制地區。

## 歷史
克蘭布里斯泰申的郵局於1873年設立，其後於1948年停運。

## 地理
克蘭伯里斯泰申所處的海拔為高於海平面37米（即121英呎），而該地所採用的時區為UTC-5，即北美东部时区（EST）。同時該地設有夏令時間，為UTC-5調快一小時，即UTC-4（EDT）。